# Cksum
cksum je standardní (POSIX) UN*Xový příkaz, který pro všechny zadané soubory vypíše jejich velikost a hodnotu kontrolního součtu CRC. Pokud mu není zadán žádný soubor, počítá velikost a CRC standardního vstupu.
Příkaz cksum je možné použít v případě podezření na poškození souboru při nekvalitním přenosu. Je ovšem třeba mít na paměti, že CRC není kryptografická hashovací funkce. Je tedy sice nepravděpodobné, že by náhodně poškozený soubor měl stejnou hodnotu CRC jako nepoškozený, ale při úmyslném poškození není pro útočníka problém vyrobit modifikovaný soubor se stejnou hodnotou CRC. V případě přenosu přes nezabezpečnou linku je tedy lepší použít nějaký jiný program používající vhodnější algoritmus kontrolního součtu, například sha1sum.
Různé UN*Xové systémy mohou navíc používat odlišné implementace CRC algoritmu, proto je pravděpodobné, že při přenosu dat mezi různými systémy nebude cksum použitelný.
Na systémech NetBSD a OpenBSD slouží utilita cksum i pro kryptografické hashe, např. cksum -a sha1 odpovídá utilitě sha1.